# Mont Iō (Yatsugatake)
Pour les articles homonymes, voir Mont Iō (Akan), Mont Iō (Shiretoko) et Mont Iō (Iō-jima).
Le mont Iō (硫黄岳, Iō-dake) est une montagne culminant à 2 760 m d’altitude à la limite des villes de Chino et Minamimaki dans la préfecture de Nagano, au Japon. Cette montagne est l'un des principaux sommets des monts Yatsugatake. Son nom signifie littéralement « montagne de soufre ».
Le mont Iō est un stratovolcan du groupe volcanique méridional de Yatsugatake. Il fait partie du parc quasi national de Yatsugatake-Chūshin Kōgen.